# Lockheed C-130 Hercules

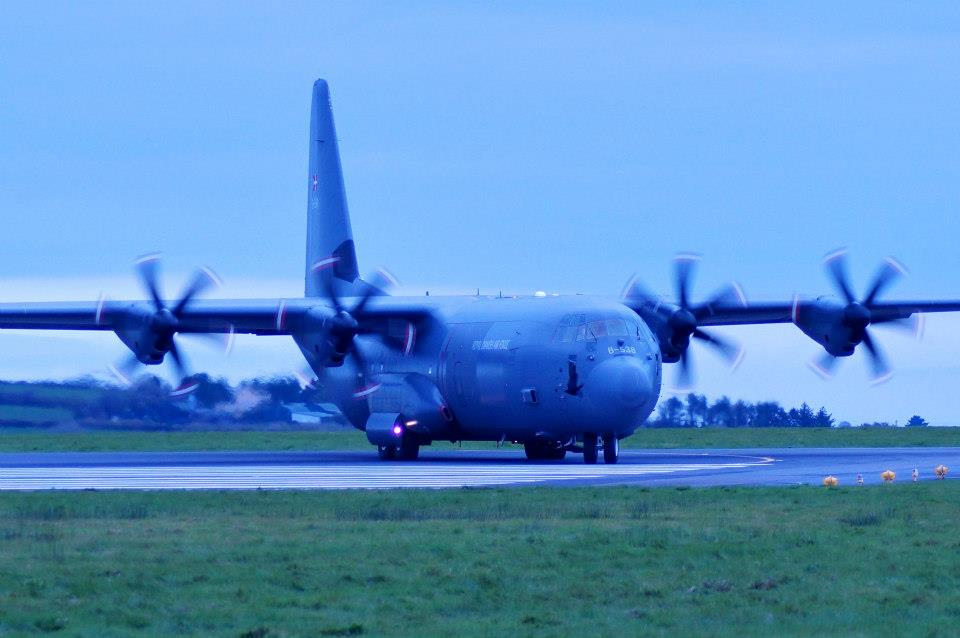
Lockheed Martin C-130J-30 Super Hercules Royal Danish Air Force

Lockheed C-130 Hercules – amerykański średni czterosilnikowy wojskowy samolot transportowy o napędzie turbośmigłowym, produkowany przez wytwórnię Lockheed. Od wprowadzenia do służby w grudniu 1956 do 2006 wyprodukowano ponad 2260 egzemplarzy tej maszyny w 40 wersjach, w którą wyposażone są siły zbrojne ponad 50 krajów świata. W grudniu 2006 C-130 Hercules stał się trzecią maszyną obok B-52 Stratofortress i English Electric Canberra, wykorzystywaną bez przerwy od 50 lat przez siły zbrojne, dla których został zaprojektowany, w tym wypadku Siły Powietrzne Stanów Zjednoczonych, będąc jednocześnie najdłużej produkowanym samolotem w historii lotnictwa. Najnowszą budowaną wersją Herculesa jest C-130J.
Głównym przeznaczeniem Herculesa jest transport towarów i osób, także rannych, na średnich odległościach, zdolność lądowania na nieutwardzonych pasach startowych czyni z niego bardzo uniwersalną maszynę, odpowiednią do pełnienia wyspecjalizowanych zadań: wsparcia powietrznego (AC-130 Spectre), służby ratowniczo-poszukiwawczej SAR, jako latającej cysterny, rozpoznania meteorologicznego, gaszenia pożarów czy ewakuacji medycznej MEDEVAC. Jedynym cywilnie użytkowanym Herkulesem w Europie jest maszyna linii Air Contractors z Irlandii.

## Historia
Wojna koreańska, która wybuchła w czerwcu 1950 roku, pokazała, że samoloty transportowe opracowane podczas II wojny światowej, takie jak C-119 Flying Boxcar, C-47 Skytrain czy C-46 Commando, nie odpowiadają wymaganiom ówczesnego pola walki. Z tego powodu 2 lutego 1951 USAF ogłosiły konkurs na nowy samolot transportowy, zapraszając do niego amerykańskie wytwórnie lotnicze Boeing, Douglas, Fairchild, Lockheed, Martin, Chase, Airlifts Inc, North American i Northrop. Nowa maszyna miała przewozić 92 pasażerów lub 64 skoczków spadochronowych na odległość 1100 mil morskich (2037 km), posiadać zdolność startu z krótkich i nieutwardzonych pasów startowych oraz lotu z trzema silnikami z czterech. Wytwórnie Fairchild, North American, Martin i Northrop odmówiły udziału w konkursie, a pozostałe przedsiębiorstwa przedstawiły łącznie 9 projektów: Chase i Douglas po trzy, Lockheed dwa, Boeing i Airlifts Inc. po jednym. Ostatecznie zwyciężył projekt przedsiębiorstwa Lockheed oznaczony jako L-206 i 2 lipca 1951 podpisano umowę na dostawę maszyn oficjalnie nazwanych Model 82.
11 grudnia 2015 roku wytwórnię Lockheed Martin w Marietta w stanie Georgia opuścił dwuipółtysięczny egzemplarz wyprodukowanego Herculesa. Jubileuszową maszyną został HC-130J Combat King II (13-5782 FT) o numerze seryjnym c/n 5782, przeznaczony dla 71st Rescue Squadron, będącego częścią 347th Rescue Group US Air Force. Amerykańskie siły powietrzne są obecnie największym użytkownikiem C-130. Pierwszą z maszyn tego typu przejęły 9 grudnia 1956 roku. Do dziś Herculesy są na wyposażeniu lotnictwa 68 państw i wylatały łącznie 22 miliony godzin w powietrzu.

## Wersje

### YC-130
Pierwsza maszyna prototypowa oznaczona jako YC-130 została oblatana 23 sierpnia 1954 roku w Burbank w stanie Kalifornia.
Po zbudowaniu dwóch prototypów produkcja została przeniesiona do Marietta w Georgii, gdzie wyprodukowano ponad 2000 samolotów C-130.

### C-130A
Pierwszy model produkcyjny C-130A był napędzany silnikami turbinowymi Allison T56 z trójłopatowymi śmigłami. Dostawy tej maszyny rozpoczęły się w grudniu 1956 i trwały przez rok, do momentu wprowadzenia nowej wersji C-130B. Niektóre z egzemplarzy wersji A przebudowano do standardu C-130D poprzez przystosowanie ich do lądowania na śniegu na nartach, oraz startu ze wspomaganiem dodatkowymi silnikami odrzutowymi (JATO). W 1960 r. po raz pierwszy w historii samolot taki wylądował na Antarktydzie, dostarczając sprzęt do amerykańskiej stacji polarnej na Biegunie Południowym.

### C-130B
Wersja C-130B posiadała lotki o 50% wydajniejsze w porównaniu z poprzednią wersją, co znacznie poprawiło własności manewrowe samolotu, a silniki wyposażono w czterołopatowe śmigła.

### C-130E
W 1962 weszła do służby wersja samolotu o wydłużonym zasięgu oznaczona jako C-130E, wyposażona w zbiorniki podskrzydłowe o pojemności 5150 litrów i mocniejsze silniki Allison T-56-A-7A. Wzmocniono również strukturę płatowca, zastosowano nowocześniejszą awionikę, wzrósł także udźwig.
Ta wersja samolotu jest używana w Siłach Powietrznych (5 sztuk).

### C-130F (KC-130)
W 1958 wprowadzono do służby USMC powietrzny tankowiec KC-130, początkowo oznaczony jako C-130F, a w lotnictwie piechoty morskiej noszący nazwę GV-1. Modernizacja maszyny do tej roli polegała na umieszczeniu w przestrzeni ładunkowej zbiornika ze stali nierdzewnej o pojemności 13626 litrów, oraz dwóch stanowisk do tankowania z przewodem elastycznym o przepustowości 19 litrów na sekundę każdy. Podobna maszyna US Navy C-130G posiadała wzmocnioną konstrukcję przystosowaną do przenoszenia większych ładunków.

### C-130H
Kolejna wersja z mocniejszymi silnikami turbośmigłowymi Allison T56-A-15, zmodernizowanymi skrzydłami, unowocześnioną awioniką i wieloma drobniejszymi zmianami konstrukcyjnymi. Wersja C-130H nadal jest użytkowana przez USAF i siły zbrojne wielu innych krajów. Pierwsze dostawy miały miejsce w 1964 roku, a produkcja tej wersji zakończyła się w 1996.
12 kwietnia 2021 r. Polska podpisała umowę w sprawie pozyskania 5 używanych samolotów transportowych Lockheed Martin C-130H Hercules w formie grantu, realizowanego przez USA w ramach programu Excess Defense Articles (EDA). Pierwsza maszyna wyląduje w 33. Bazie Lotnictwa Transportowego w 2021 roku, a całość dostaw zostanie ukończona do połowy roku 2024. Wartość umowy wynosiła 14,3 mln dolarów, czyli poniżej ¼ wartości samych maszyn oszacowanej przez stronę amerykańską na 60 mln dolarów. Pozyskane przez Polskę samoloty C-130H Hercules wyprodukowano w 1985 roku i wycofano ze służby w US Air Force w roku 2017. Dalsze prace, w tym doposażenie i ewentualna modernizacja miały być realizowane w kraju, przez Wojskowe Zakłady Lotnicze nr 2 w Bydgoszczy, w ramach odrębnego kontraktu.

### C-130K
Eksportowa odmiana C-130H o oznaczeniu C-130K wykorzystywana jest między innymi przez RAF jako Hercules C.1. Wersja wydłużona C-130H-30 nosząca w RAF oznaczenie Hercules C.3 posiada dodatkowe elementy o długości 2,54 m za kokpitem i 2,03 m w tylnej części kadłuba. Dostawy 66 maszyn w wersji „K” do RAF rozpoczęto w 1967 roku. Maszyny obecnie zostały wycofane ze służby, ostatnie C-130K, służące w No. 47 Squadron C.3 o numerach XV177 i XV214, RAF wycofał 29 października 2013 roku.

### HC-130N i HC-130P
Samoloty poszukiwawczo-ratownicze SAR dalekiego zasięgu użytkowane przez ratownictwo powietrzne USAF (USAF Air Rescue Service). Zadaniem maszyn tego typu są misje ratunkowe polegające na odnajdowaniu i podnoszeniu z ziemi zestrzelonych nad terytorium wroga pilotów, oraz jako powietrzne tankowce dla śmigłowców ratowniczych. Do podnoszenia z ziemi rozbitków bez lądowania używano systemu STARS Fultona, który umożliwiał przechwycenie liny ze znajdującym się na jednym końcu wypełnionym helem balonem, a na drugim specjalną uprzężą nakładaną przez pilota. Systemu tego używano jednak dość krótko zastępując go zdecydowanie bardziej uniwersalnymi i bezpiecznymi śmigłowcami ratunkowymi, a samolotom HC-130N i HC-130P powierzając rolę współpracujących z nimi powietrznych tankowców. W filmie Operacja Piorun z serii o Jamesie Bondzie przedstawiono podniesienie głównego bohatera z łodzi ratunkowej przy pomocy systemu Fultona.

### C-130R i C-130T
Maszyny przeznaczone dla US Navy i USMC wyposażone w zewnętrzne podskrzydłowe zbiorniki z paliwem. Różnice pomiędzy obiema wersjami polegają na zastosowaniu w modelu C-130T nowocześniejszej awioniki z systemami umożliwiającymi operowanie w nocy. Należące do USMC maszyny obu modeli wyposażono w silniki Allison T-56-A-16, a poprzez dodanie do nich systemów do tankowania w powietrzu powstały wersje KC-130R i KC-130T.

### Lockheed L-100
Wersja samolotu przeznaczona na rynek cywilny zbudowana na bazie C-130E bez możliwości podwieszania zbiorników z paliwem i instalacji wyposażenia wojskowego. Występują dwie wydłużone odmiany tej maszyny: L-100-20 z kadłubem dłuższym o 2,5 m i L-100-30 wydłużony o 4,6 m. L-100 nie jest maszyną popularną i spotyka się go dość rzadko.

### C-130J Super Hercules

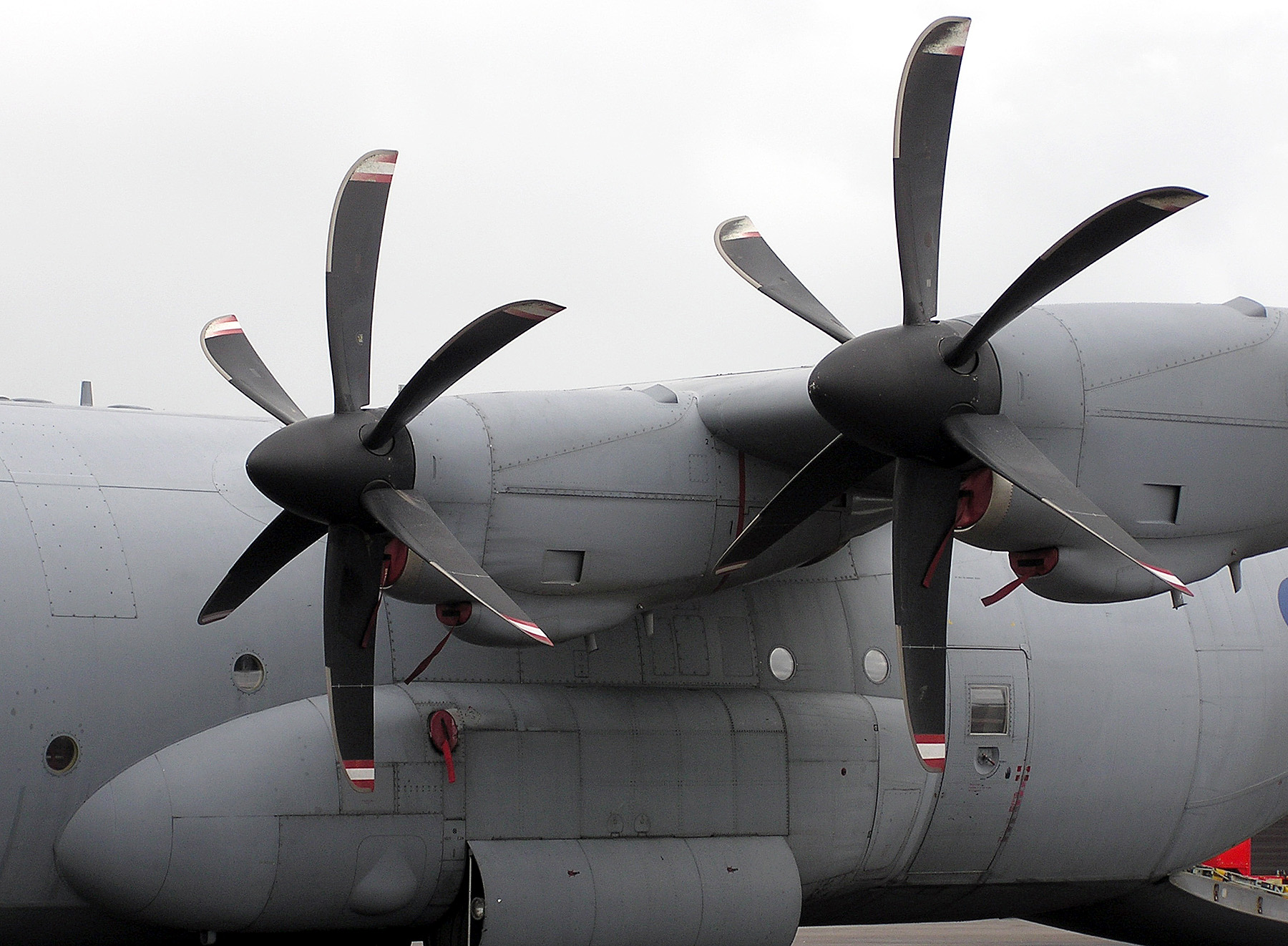
Nowoczesne śmigła o charakterystycznych łopatach należącego do RAF Herculesa Mk 4 (C130J-30)

W latach 70. zdecydowano się zastąpić Herculesy samolotami o napędzie turboodrzutowym, ale USAF był zadowolony z ich zdolności krótkiego startu i lądowania, dlatego pozostawiono C-130 w produkcji. W latach 80. po raz kolejny planowano zastąpić C-130 inną maszyną, tym razem w ramach projektu AMST (Advanced Medium STOL Transport – zaawansowany średni samolot transportowy STOL), który również nie doczekał się realizacji, dzięki czemu Hercules jest produkowany do dziś.
Najnowszą wersją maszyny jest C-130J Super Hercules, jedyna aktualnie produkowana odmiana Herculesa. Zewnętrznie bardzo podobny do poprzednich wersji jest jednak znacznie przebudowaną konstrukcją. Głównymi różnicami jest zastosowanie nowych silników turbinowych Rolls-Royce Allison AE2100 ze śmigłami o sześciu łopatach zbudowanych z materiałów kompozytowych i o łukowatym kształcie, cyfrowych systemów awionicznych włącznie z wyświetlaczami HUD dla obu pilotów, zredukowaną do dwóch osób załogą, bez nawigatora lub inżyniera pokładowego. Zwiększyła się też znacznie niezawodność maszyn, a koszty utrzymania spadły o 27%. C-130J jest dostępny zarówno w wersji o standardowej długości, jak i wydłużonej C-130J-30. Użytkowane przez RAF samoloty tej odmiany są oznaczone jako Hercules Mk 5 w wersji standardowej i Hercules Mk 4 w wersji wydłużonej. Pierwsza z maszyn C-130J, o numerze ZH865, została oficjalnie przekazana RAF 13 listopada 1999 roku. Uroczystość odbyła się w bazie Royal Air Force Station Lyneham. Z kolei trzechsetny, jubileuszowy egzemplarz C-130J, wykonany w wariancie MC-130J Commando II przekazano użytkownikowi 18 grudnia 2013 roku. Samoloty w wersji J znajdują się na wyposażeniu Australii, Stanów Zjednoczonych, Kanady, Danii, Indii, Iraku, Izraela, Włoch, Norwegii, Omanu, Korei Południowej, Tunezji i Kataru.

## Użycie bojowe Herculesów

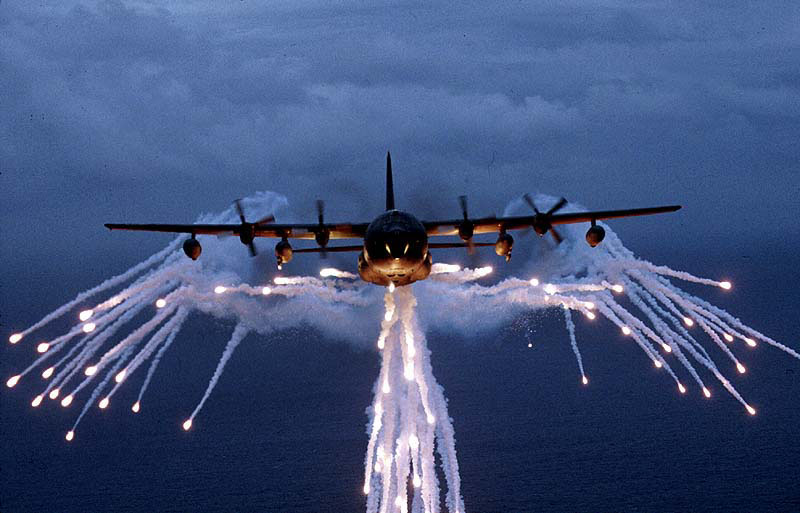
MC-130 wystrzeliwujący flary

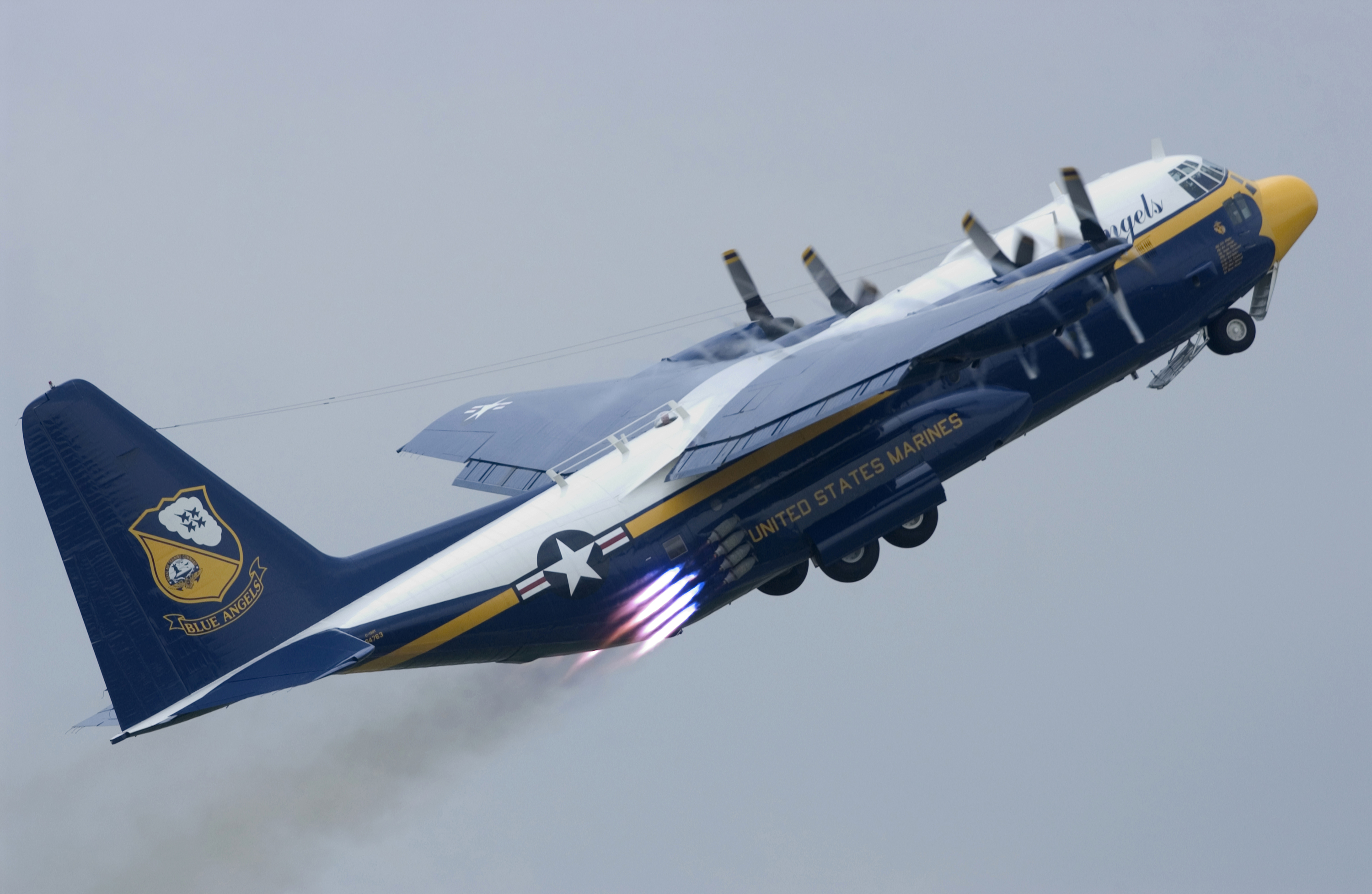
C-130T Fat Albert startujący z systemem JATO

Chociaż samolotów C-130 Hercules używa się głównie do zadań transportowych, brały one udział także w kilku operacjach bojowych, takich jak Operacja Entebbe w 1976 roku, polegająca na odbiciu przez izraelskich komandosów 103 więzionych w porcie lotniczym w Entebbe w Ugandzie pasażerów samolotu porwanego przez terrorystów z Ludowego Frontu Wyzwolenia Palestyny i niemieckich Komórek Rewolucyjnych. Siły izraelskie w składzie 200 żołnierzy wyposażonych w jeepy i czarny samochód Mercedes-Benz przyleciały na lotnisko w Ugandzie na pokładach pięciu Herculesów, bez międzylądowania i tankowania w locie.
W 1965 podczas drugiej wojny kaszmirskiej między Indiami i Pakistanem, wyposażone w Herculesy lotnictwo pakistańskie używało ich po wprowadzeniu niezbędnych modyfikacji jako ciężkich bombowców, atakując głównie mosty i skoncentrowane siły hinduskie, odnosząc przy tym pewne sukcesy. Siły powietrzne Pakistanu użytkowały samoloty C-130 z najwyżej na świecie położonej bazy lotniczej Skardu jako wsparcia podczas działań na lodowcu Sjaczen.
Hercules jest najcięższym i największym samolotem, jaki kiedykolwiek wylądował na lotniskowcu. W ramach prób zaopatrywania lotniskowca prowadzonych od 29 października 1963 roku, maszyna wersji KC-130F lądowała na pokładzie lotniskowca USS „Forrestal” bez pomocy lin hamujących i startowała z niego. Chociaż operacje przebiegały pomyślnie, zdecydowano, że pomysł lądowania tak ciężkich maszyn na pokładach lotniskowców jest zbyt ryzykowny i wymaga świetnie wyszkolonych pilotów, a do roli maszyn zaopatrzenia floty wystarczający jest lżejszy C-2 Greyhound.
Odmiana Herculesa MC-130 przenosiła największe konwencjonalne bomby lotnicze BLU-82 i GBU-43/B MOAB, z których pierwsza była używana podczas wojny wietnamskiej do oczyszczania lądowisk dla śmigłowców w dżungli i niszczenia pól minowych. Druga zaś została użyta przeciwko ukrywającym się w jaskiniach Talibom w Afganistanie w roku 2017.
Najbardziej znanym egzemplarzem Herculesa jest należący do zespołu akrobacyjnego US Navy Blue Angels C-130T Fat Albert, który poza rolą samolotu obsługi technicznej grupy demonstruje podczas pokazów start ze wspomaganiem dodatkowymi silnikami rakietowymi (JATO).

## Odmiany samolotu C-130 Hercules
Na podstawie maszyny C-130 zbudowano wiele odmian przeznaczonych do pełnienia wyspecjalizowanych misji:
- AC-130H Spectre i AC-130U Spooky – samolot bliskiego wsparcia z silnym uzbrojeniem strzeleckim i artyleryjskim na lewej burcie.
- DC-130(inne języki) i GC-130 – samoloty z aparaturą kontrolną do sterowania bezzałogowymi celami powietrznymi.
- EC-130 Commando Solo(inne języki) – samolot walki elektronicznej zakłócający transmisje systemów radiowych nieprzyjaciela lub latająca propagandowa stacja nadawcza.
- EC-130H Compass Call – samolot walki elektronicznej i zakłócania.
- EC-130E – Airborne Battlefield Command and Control Center (ABCCC) latający punkt dowodzenia
- HC-130P/N – latająca cysterna służąca do tankowania śmigłowców ratownictwa morskiego i samolotów rozpoznawczych dalekiego zasięgu.
- JC-130 i NC-130 – samoloty do operacji związanych z lotami kosmicznymi
- KC-130 – taktyczny samolot-cysterna
- LC-130(inne języki) – wyposażona w podwozie w postaci nart wersja do działań w warunkach arktycznych, wcześniej oznaczona jako C-130D.
- MC-130E/H Combat Talon I/II – samolot do operacji specjalnych
- MC-130P Combat Shadow – samolot do operacji specjalnych
- MC-130W – nowy samolot do operacji specjalnych i antyterrorystycznych
- PC-130 – morska wersja patrolowa
- RC-130 – rozpoznawczy
- SC-130 – wersja poszukiwawczo-ratownicza SAR
- VC-130 – wersja do transportu osobistości
- WC-130(inne języki) – wersja rozpoznania meteorologicznego
- CC-130 – kanadyjskie oznaczenie samolotów Hercules.

## Użytkownicy

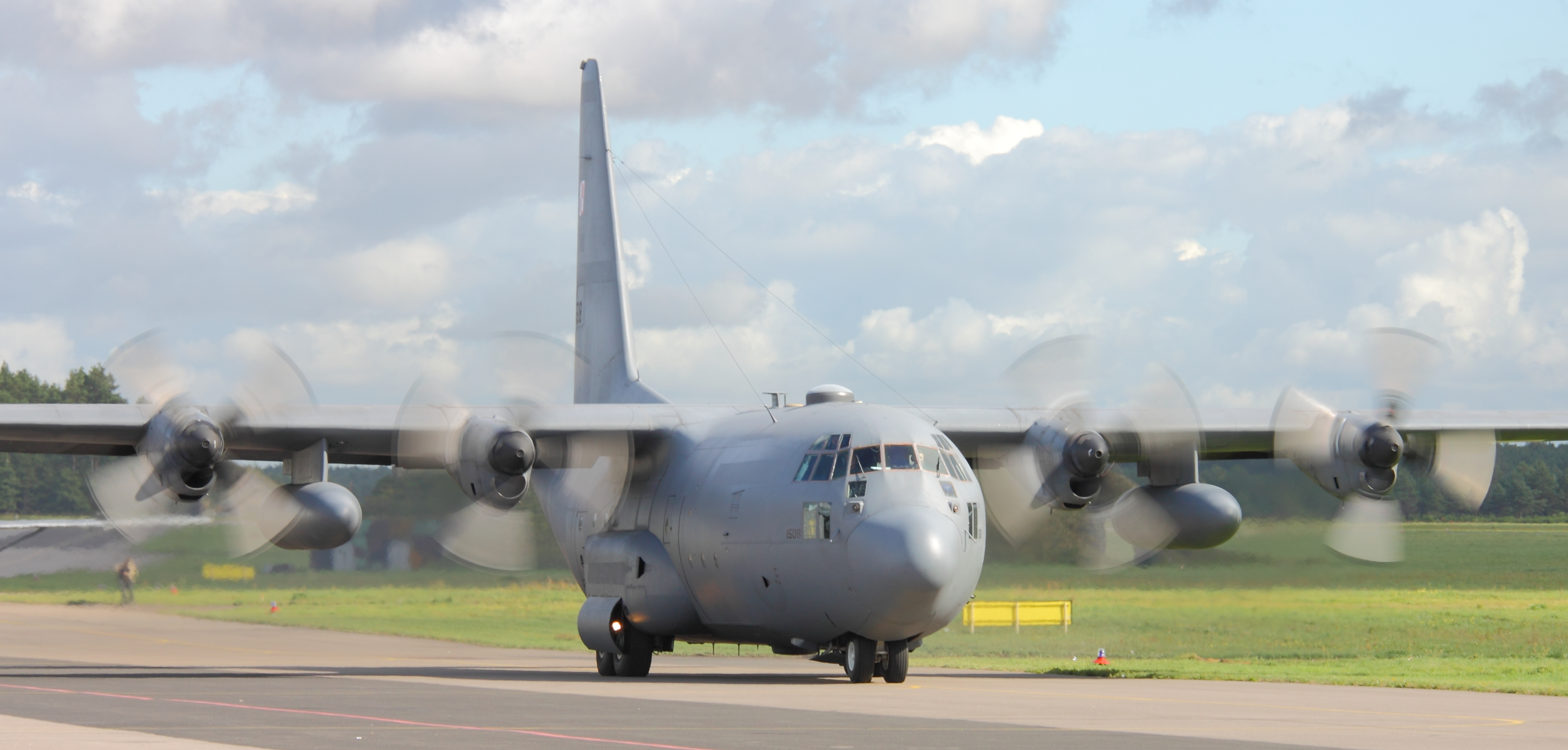
Polski C-130E

Na zielono zaznaczono dawnych użytkowników (Angola, Wietnam), na niebiesko obecnych

Aktualni użytkownicy
| - Algieria - Arabia Saudyjska - Argentyna - Australia - Austria - Bangladesz - Belgia - Boliwia - Botswana - Brazylia - Czad - Chile - Dania - Ekwador - Egipt - Erytrea - Etiopia - Filipiny - Francja - Gabon - Grecja - Hiszpania - Holandia | - Honduras - Indie - Indonezja - Iran - Irlandia - Irak - Izrael - Japonia - Jemen - Jordania - Kamerun - Kanada - Katar - Kolumbia - Korea Południowa - Kuwejt - Liberia - Libia - Malezja - Meksyk - Maroko - Nowa Zelandia - Niger - Nigeria - Norwegia | - Oman - Pakistan - Peru - Polska - Portugalia - Południowa Afryka - Rumunia - Singapur - Sri Lanka - Stany Zjednoczone - Sudan - Szwecja - Tajlandia - Tajwan - Tunezja - Turcja - Urugwaj - Wenezuela - Włochy - Zambia - Zjednoczone Emiraty Arabskie |

Byli użytkownicy
- Angola
- Wielka Brytania[9]
- Wietnam Południowy

## Herculesy w Polsce
Od 2009 roku użytkownikiem maszyn typu C-130E Hercules jest także lotnictwo polskie. W ramach bezzwrotnej pożyczki na cele wojskowe, wynegocjowanej w 2004 roku przez rządy polski i amerykański, maszyny te dostarczano do Polski etapowo, pierwsza maszyna wylądowała na lotnisku w Powidzu 24 marca 2009, a ostatnia (szósta) 22 sierpnia 2012 roku. Rząd amerykański, w ramach funduszu FMF (Foreign Military Financing) wyasygnował na ich modernizację w zakładach Lockheeda 98 mln USD. Mają służyć w polskich Siłach Powietrznych około 20 lat, choć dwa z nich brały udział jeszcze w wojnie wietnamskiej.
Herculesy są na wyposażeniu 33 Bazy Lotnictwa Transportowego w Powidzu. Polskie Herculesy mają być wykorzystywane m.in. do transportu ludzi, sprzętu, ewakuacji medycznej, akcji ratowniczych, niesienia pomocy humanitarnej w kraju i za granicą, a także desantowania żołnierzy i ładunków. W czerwcu 2017 roku polski Hercules po raz pierwszy brał udział w europejskim zaawansowanym ćwiczeniu lotnictwa transportowego EAATTC 17-3 w Saragossie.
14 kwietnia 2021 Ministerstwo Obrony Narodowej poinformowało o podpisaniu umowy z rządem USA, dotyczącej zakupu 5 używanych samolotów transportowych C-130H Hercules, które uzupełnić mają dotychczas eksploatowane samoloty C-130E. Maszyny zakupiono poprzez procedurę EDA.